# Claas Rohmeyer

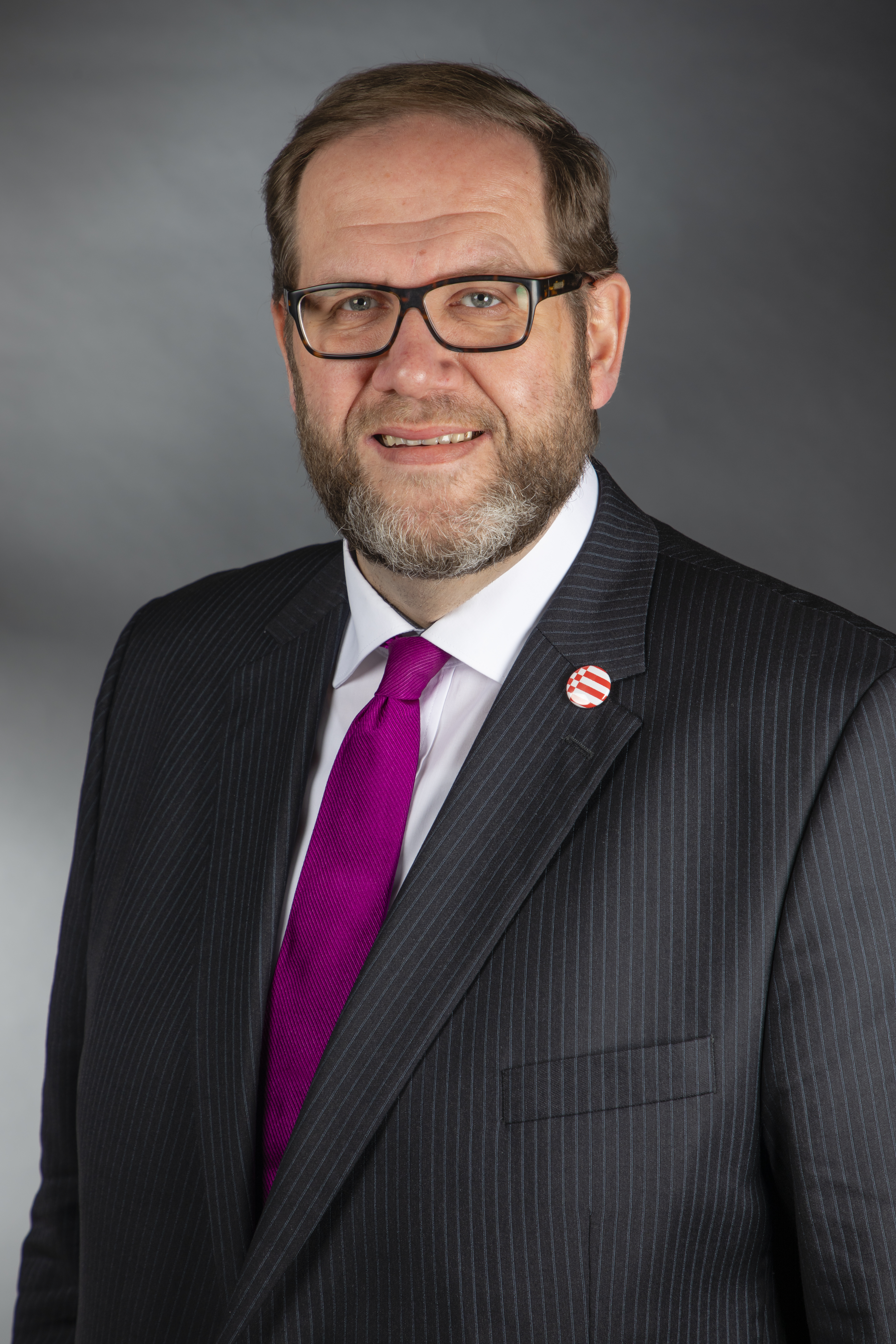
Claas Rohmeyer 2019

Claas Rohmeyer (* 11. Mai 1971 in Bremen) ist ein bremischer Politiker (CDU) und seit 1999 Abgeordneter der Bremischen Bürgerschaft.

## Biografie

### Familie, Ausbildung und Beruf
Rohmeyer besuchte das Alte Gymnasium in Bremen. Nach dem Abitur studierte er Rechtswissenschaft an der Universität Bremen ohne Abschluss und ist heute als selbstständiger Kommunikationsberater in Bremen tätig.
Er wohnt in Bremen-Hemelingen.

### Politik
Rohmeyer trat 1989 der CDU Bremen und der Jungen Union bei.
1991 bis 1999 war er Mitglied des Beirats beim Ortsamt Osterholz. Von 1993 bis 1999 war er Landesvorsitzender des Rings Christlich-Demokratischer Studenten (RCDS). 1998 wurde er bis 2000 Vorsitzender des Kreisverbandes Bremen der Jungen Union und von 2000 bis 2006 deren Landesvorsitzender. Rohmeyer ist Landesvorstandsmitglied der Bremer CDU und war stellvertretender Vorsitzender des CDU-Kreisverbandes Bremen-Stadt, derzeit ist er Vorsitzender des CDU-Stadtbezirksverbandes Osterholz und ist Landesvorsitzender des Evangelischen Arbeitskreises (EAK) der CDU Bremen.
Rohmeyer ist seit dem 9. Juli 1999 Mitglied der Bremischen Bürgerschaft. Er ist seit Januar 2013 kultur- und medienpolitischer Sprecher der CDU-Bürgerschaftsfraktion und zusätzlich seit August 2019 Sprecher für Kirchen- und Religionsgemeinschaften. Zuvor war er von Juli 2011 bis Dezember 2012 sozialpolitischer Sprecher und davor von August 2001 bis Juni 2011 bildungspolitischer Sprecher seiner Fraktion. Seit der Bürgerschaftswahl 2019 ist er Vorsitzender des Petitionsausschusses.

Er ist vertreten im
Ausschuss für Wissenschaft, Medien, Datenschutz und Informationsfreiheit,
Petitionsausschuss (Land und Stadt),
in den Betriebsausschüssen der Musikschule Bremen, der Stadtbibliothek Bremen und Bremer Volkshochschule sowie in der
staatlichen und städtischen Deputation für Kultur.
Er ist aktuell Sprecher für Kultur und für Petitionen der CDU-Fraktion.

### Weitere Mitgliedschaften
- Rohmeyer ist Vorsitzender des Vereins Freunde des Alten Gymnasiums zu Bremen
- Vorsitzender des Vereins 800 Jahre Osterholz
- Vorstandsmitglied des Kunstvereines zu Bremen
- Mitglied des Vorstands der Wilhelm-Wagenfeld-Stiftung in Bremen.
- Mitglied des Stiftungsrates der Bremer Heimstiftung